# 청소년보호정책
청소년 보호정책은 음란물이나 불법 통제를 통해 유해환경을 조성하기 위해 노력하고 있으며, 청소년보호법을 해주는 정책이다. 또한 청소년의 요청으로 가까운 경찰청이나 여성가족부에서 도움을 받아야 한다.
청소년 보호정책은 음란물이나 불법 등에 대해서는 만19세 미만은 성인인증을 받을 것이다.

## 청소년 조치문구
- 동영상 음란법을 엄격히 제재

본 동영상은
만 19세 미만은 청소년에게
이용할 수 없습니다.
본인의 회사를 거치면 성인인증을 받아야 합니다.

- 유해상품에 대한 엄격히 제재

이 상품은
만 19세 미만은 청소년에게
이용할 수 없습니다.

게임 조치 문구
(주)카카오게임즈는 청소년보호정책을 시행하고 있습니다.

## 청소년보호 책임자 및 청소년 업무
- 위키백과 청소년 보호정책은 청소년보호 책임자 및 청소년 업무를 수행하고 있다.

청소년보호책임자
이름 :
소속 :
전자우편 :
전화번호 :

청소년보호담당자
이름 :
소속 :
전자우편 :
전화번호 :